# Otto Dommeratzky
Otto Dommeratzky (3 de maio de 1916 - 13 de outubro de 1944) foi um oficial alemão que serviu no Deutsches Heer durante a Segunda Guerra Mundial. Foi condecorado com a Cruz de Cavaleiro da Cruz de Ferro com Folhas de Carvalho.

## Condecorações
| Distintivo de aviador                                            |                        |
| Distintivo de Voo do Fronte da Luftwaffe em Ouro "600"           |                        |
| Cruz de Ferro (1939) 2ª Classe                                   |                        |
| Cruz de Ferro (1939) 1ª Classe                                   |                        |
| Troféu de Honra da Luftwaffe                                     | 21 de setembro de 1942 |
| Cruz Germânica em Ouro                                           | 3 de outubro de 1942   |
| Cruz de Cavaleiro da Cruz de Ferro                               | 5 de janeiro de 1943   |
| Cruz de Cavaleiro da Cruz de Ferro com Folhas de Carvalho nº 665 | 25 de novembro de 1944 |